# (6663) Tatebayashi
(6663) Tatebayashi ist ein Asteroid des Hauptgürtels, der am 9. Februar 1991 vom japanischen Astronomen Takao Kobayashi am Oizumi-Observatorium (IAU-Code 411) in Ōizumi, Präfektur Gunma, in Japan entdeckt wurde. Der Asteroid wurde bereits am 7. September 1977 unter der vorläufigen Bezeichnung 1977 RA1 am Krim-Observatorium in Nautschnyj beobachtet.
Der Asteroid gehört zur Eunomia-Familie, einer nach (15) Eunomia benannten Gruppe, zu der vermutlich fünf Prozent der Asteroiden des Hauptgürtels gehören.
(6663) Tatebayashi wurde am 2. Februar 1999 nach der Stadt Tatebayashi in der Präfektur Gunma auf Honshū benannt, dem Geburtsort der ersten japanischen Astronautin Chiaki Mukai und des Schriftstellers Tayama Katai, der zu den bedeutendsten Repräsentanten des japanischen Naturalismus zählt.